# Сент-Огастін-Саут (Флорида)
Сент-Огастін-Саут (англ. St. Augustine South) — переписна місцевість (CDP) в США, в окрузі Сент-Джонс штату Флорида. Населення — 5066 осіб (2020).

## Географія
Сент-Огастін-Саут розташований за координатами 29°50′43″ пн. ш. 81°18′59″ зх. д. / 29.84528° пн. ш. 81.31639° зх. д. (29.845235, -81.316503).  За даними Бюро перепису населення США в 2010 році переписна місцевість мала площу 4,13 км², з яких 4,13 км² — суходіл та 0,00 км² — водойми.

## Демографія
Згідно з переписом 2010 року, у переписній місцевості мешкало 4998 осіб у 2083 домогосподарствах у складі 1416 родин. Густота населення становила 1209 осіб/км².  Було 2197 помешкань (532/км²).
Расовий склад населення:
| - 94,8 % — білих - 1,4 % — азіатів - 1,1 % — чорних або афроамериканців - 0,2 % — корінних американців |

До двох чи більше рас належало 2,0 %. Частка іспаномовних становила 4,3 % від усіх жителів.
За віковим діапазоном населення розподілялося таким чином: 18,4 % — особи молодші 18 років, 63,4 % — особи у віці 18—64 років, 18,2 % — особи у віці 65 років та старші. Медіана віку мешканця становила 46,6 року. На 100 осіб жіночої статі у переписній місцевості припадало 88,8 чоловіків;  на 100 жінок у віці від 18 років та старших — 87,9 чоловіків також старших 18 років.
Середній дохід на одне домашнє господарство  становив 63 514 долари США (медіана — 59 979), а середній дохід на одну сім'ю — 70 533 долари (медіана — 64 528). Медіана доходів становила 44 509 доларів для чоловіків та 34 673 долари для жінок. За межею бідності перебувало 6,3 % осіб, у тому числі 11,8 % дітей у віці до 18 років та 2,9 % осіб у віці 65 років та старших.
Цивільне працевлаштоване населення становило 2710 осіб. Основні галузі зайнятості: освіта, охорона здоров'я та соціальна допомога — 19,2 %, науковці, спеціалісти, менеджери — 15,5 %, мистецтво, розваги та відпочинок — 15,5 %.